# Villa Leander

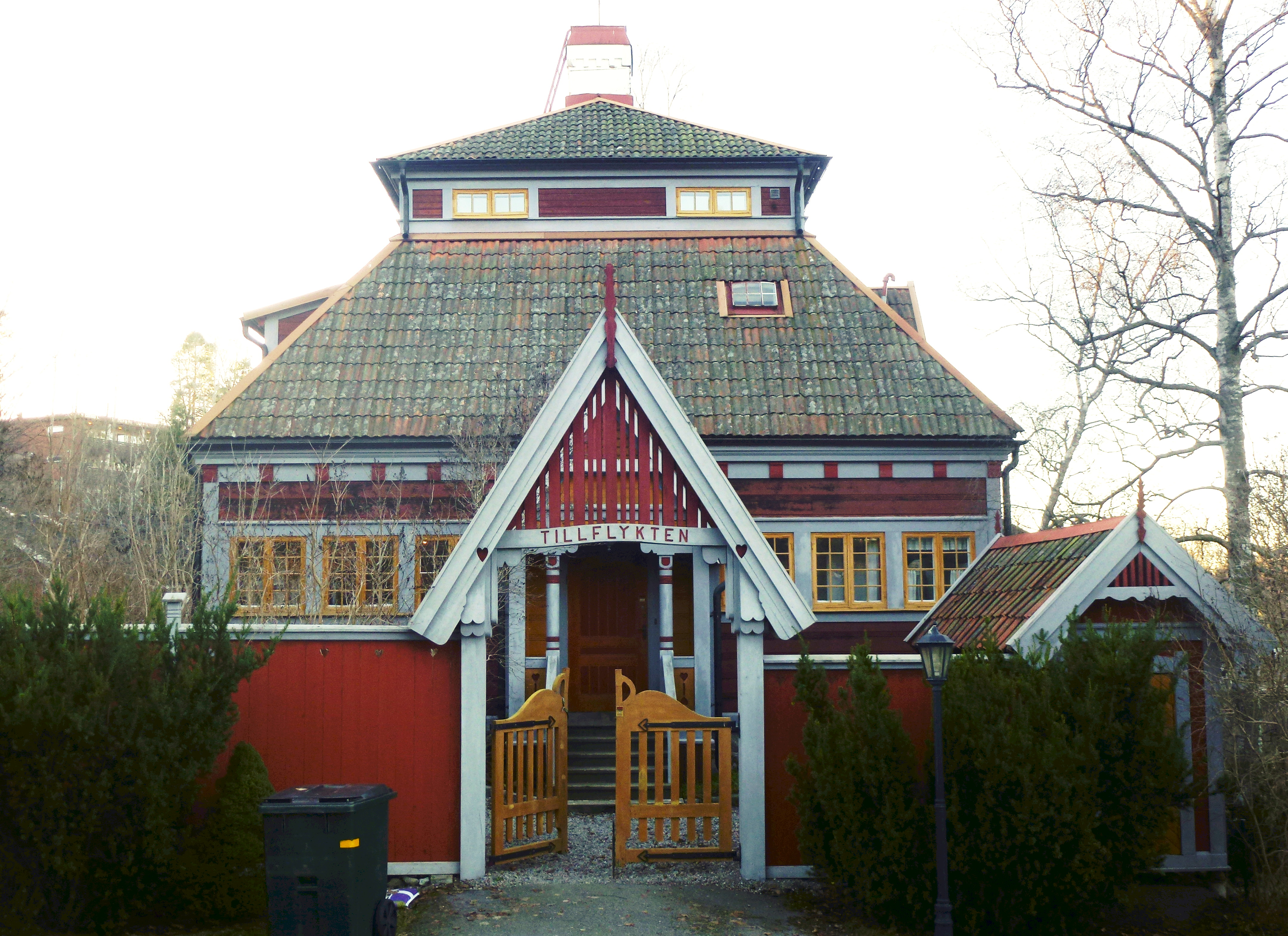
Villa Leander (Tillflykten), 2013.

Villa Leander (även kallad Tillflykten) är en kulturhistoriskt värdefull byggnad vid Storängens strandväg 1, i Storängen, Nacka kommun. Villan ritades 1904 av arkitekt Arvid Bjerke och bedöms enligt en kulturhistorisk byggnadsinventering av Storängen år 1979 som ”omistlig”.

## Beskrivning

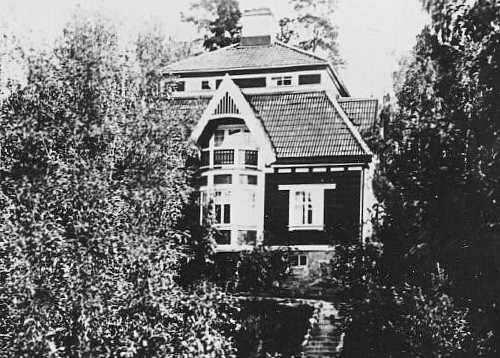
Villa Leander omkring 1930.

Storängens villasamhälle grundades år 1904 av Tjänstemännens egnahemsförening och lockade till sig inte bara tjänstemän från övre medelklass utan även universitetslärare, direktörer, konstsamlare och konstnärer. Den nyöppnade järnvägen Stockholm-Saltsjön (Saltsjöbanan) med sin snabba trafikförbindelse till och från Stockholm och hållplats i Storängen bidrog till att villasamhället blev attraktivt.
Villan vid Storängens strandväg 1 hörde till de första som uppfördes i den nyanlagda villastaden. Byggherre var journalisten Hans Leander, verksam vid Nordiska Presscentralen. Han anlitade 1904 arkitekten Arvid Bjerke, som då fortfarande studerade vid Kungliga Akademien för de fria konsterna, att rita sitt nya hem på landet. Bjerke skapade en typisk representant för nationalromantiken, stilidealet kring sekelskiftet 1900 och övervägande använd i Storängen.
Huset är en envånings timmerbyggnad med ett högt, starkt lutande säteritak. Fasaderna består av rödmålat liggtimmer. Färgtonen kallas roslagsmahogny som är en blandning av linolja, trätjära, terpentin och lite rödfärgspigment. Fönstren är småspröjsade, som var vanligt på storängsvillorna, och har ockrafärgade omfattningar samt gröna spröjsar. Den ursprungliga färgsättningen återskapade av nuvarande ägare i samråd med Stockholms stadsmuseum.
På långsidorna märks mjukt rundade burspråk som bär en balkong i övervåningen. I bottenvåningen låg frukostrum, herrum, matrum och kök, i takvåningen fanns fruns rum, barnkammare, sängkammare, badrum och jungfrukammare.

## Interiörbilder
Åren 1921–1936 var grosshandlaren och historiske författaren E. Alfred Jansson bosatt i villan. Hur bostaden såg ut vid den tiden visas på följande interiörbilder.

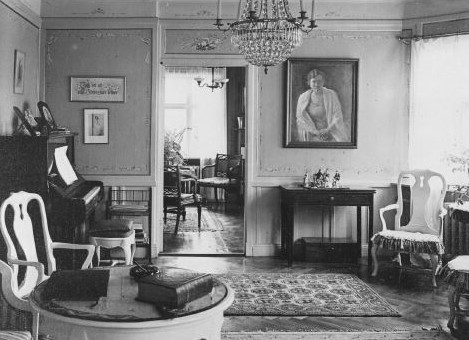
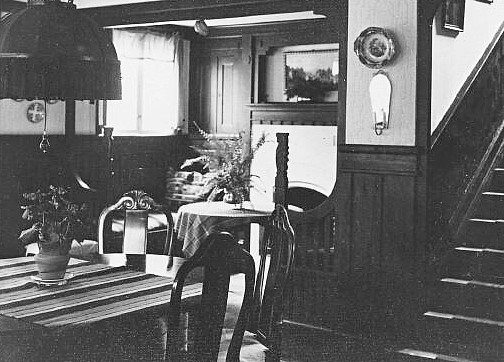
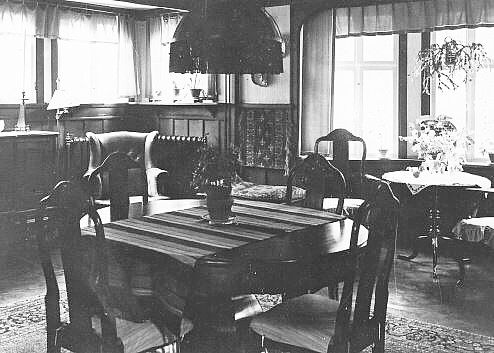
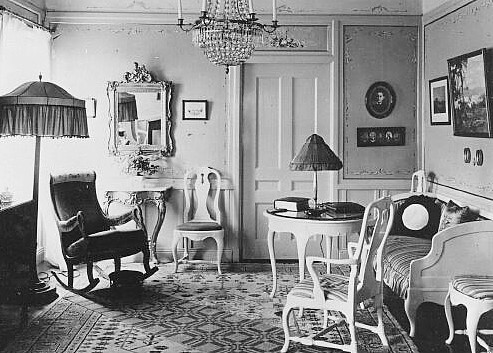